# Inchy
Inchy is een gemeente in het Franse Noorderdepartement (regio Hauts-de-France) en telt 735 inwoners (2005). De plaats maakt deel uit van het arrondissement Cambrai.

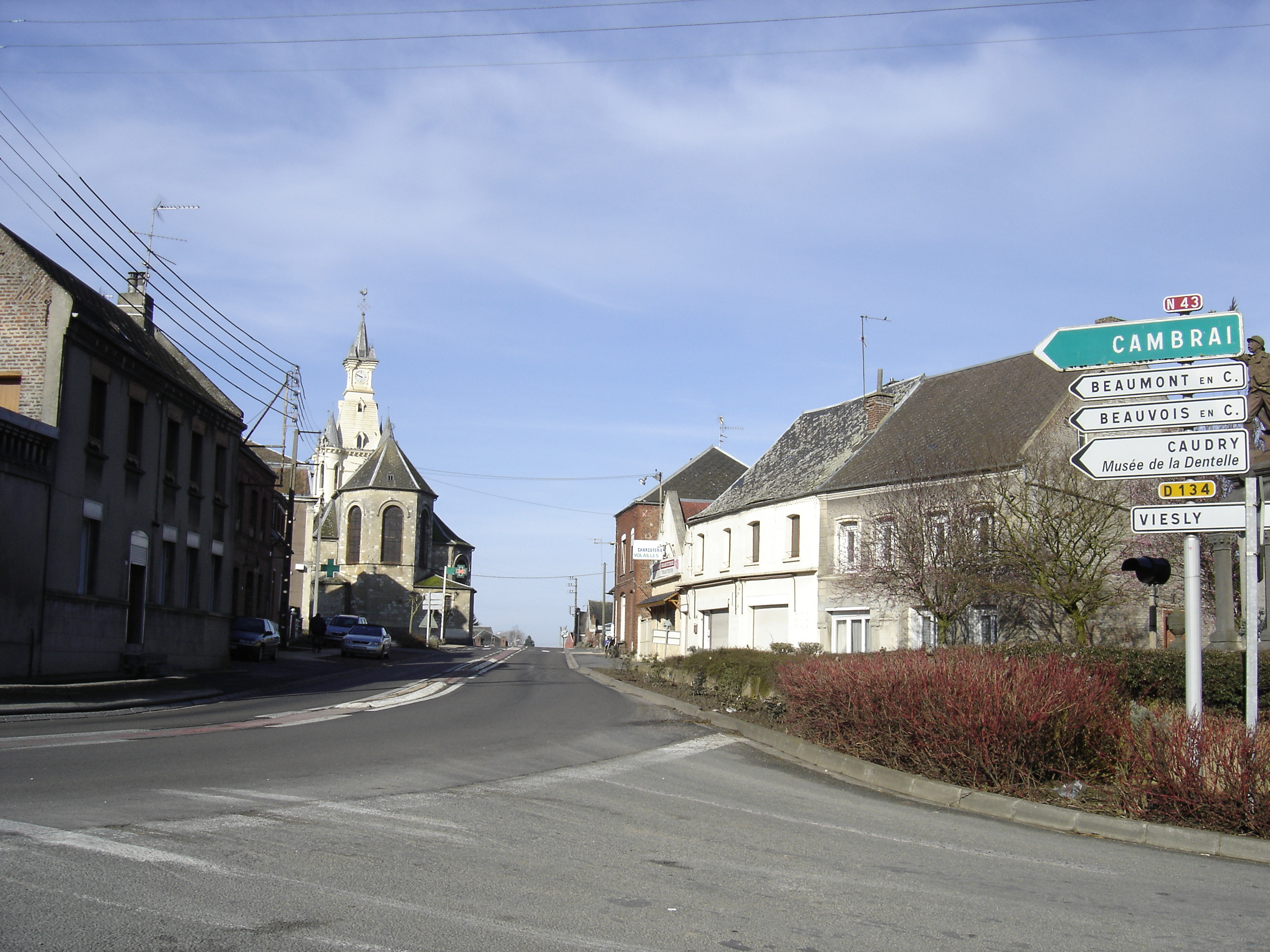
Dorpscentrum Inchy

## Geografie
De oppervlakte van Inchy bedraagt 3,9 km², de bevolkingsdichtheid is 188,5 inwoners per km².
De onderstaande kaart toont de ligging van Inchy met de belangrijkste infrastructuur en aangrenzende gemeenten.

## Demografie
Onderstaande figuur toont het verloop van het inwonertal (bron: INSEE-tellingen).